# MSD (기업)

1965년 Chermayeff & Geismar 가 디자인한 현재의 Merck & Co. 로고. "MERCK" 표기는 미국과 캐나다에서 사용된다. 이러한 국가 이외에서는 "MSD" 쓰기가 사용된다.

MSD(영어: Merck Sharp & Dohme, MSD)는 미국의 제약 회사이다. 미국 및 캐나다 내에서는 머크 앤드 컴퍼니(Merck & Co., Inc., NYSE: MRK)라는 이름으로 등록되어 있다.
과거 모 회사인 독일 머크는 메르크 가문이 13대째 소유하고 있다. 머크사 지분의 70%는 메르크 가문이 소유한 E. 머크사(E. Merck)가 가지고 있다. 나머지 30%는 개인 투자자와 보험사나 투자회사 같은 기관투자자가 보유하고 있다.

## 역사
1668년 독일 담스타트에서 프리드리히 야콥 메르크가 약국을 설립했다. 그 후 메르크의 후손들은 담스타트에서 대대로 약국을 했으며, 1827년 집안 사람 중 하나인 하인리히 엠마누엘 메르크가 약국을 키워 대규모 생산설비를 갖춘 제약·화학 회사로 발전시켜 오늘날까지 독일에 기반을 둔 머크 그룹으로 이어지고 있다. 19세기 후반 미국에 자회사를 세웠다. 그러나 제1차 세계대전으로 독일계 회사인 미국의 자회사는 재산을 미국 정부에 몰수당했다. 1917년, 미국 국적의 메르크 가문 사람인 조지 W. 머크가 몰수당했던 재산을 환수받아 독일의 머크와는 완전히 다른 새로운 회사를 설립하여 현재에 이른다.
대한민국에는 1982년에 중외제약(현 JW중외제약) 등과 기술제휴를 맺다가 1994년 현지법인 한국MSD를 설립하여 진출하였다.
한편 머크는 2009년 3월, 쉐링푸라우를 411억 달러(약 53조원)에 인수, 몸집을 불렸다.

## 명칭
독일의 머크도 계속 존속하고 있기 때문에 독일 머크와 미국 머크는 협약을 통해 양사의 이름을 미국·캐나다와 그 외의 국가들로 구분하여 사용하기로 했다. 미국 머크는 미국과 캐나다 이외의 지역에서는 머크 샤프 앤드 돔(Merck Sharp & Dohme) 또는 MSD라는 명칭을 쓰고 있으며, 독일 머크는 미국과 캐나다에서는 EMD 케미컬스(EMD Chemicals)라는 이름을 쓴다. 

## 제품
- 키트루다
- 가다실 (자궁 경부암 예방 접종용 백신)
- 레메론 (노르아드레날린 특정 세로토닌 사환계 항우울제 - 미르타자핀)
- 로타텍 (로타바이러스 예방 접종용 백신)
- 프로디악스-23 (폐렴 구균 예방 접종용 백신)
- 코자 - 고혈압 치료제
- 아토젯 - 고지혈증 치료제
- 자누비아, 자누메트 - 당뇨치료제
- 프로페시아 - 탈모치료제

## 같이 보기
- 머크 매뉴얼